# Roby, Texas
Roby là một thành phố thuộc quận Fisher, tiểu bang Texas, Hoa Kỳ. Năm 2010, dân số của xã này là 643 người.

## Dân số
- Dân số năm 2000: 673 người.
- Dân số năm 2010: 643 người.